# Автошлях Т 1309
Автошля́х Т 1309 — автомобільний шлях територіального значення в Луганській області. Проходить територією Щастинського району через Щастя — Петропавлівку — Широкий. Загальна довжина — 37,4 км.

## Маршрут
Автошлях проходить через такі населені пункти:
| Автошлях Т 1309   |           |
| Луганська область |           |
| Щастинський район |           |
| Щастя             | Н21       |
| Петропавлівка     |           |
| Любомирівка       |           |
| Нижньотепле       |           |
| Середньотепле     |           |
| Тепле             |           |
| Широкий           | Р22Т 1314 |